# Pandanus eydouxia
Pandanus eydouxia är en enhjärtbladig växtart som beskrevs av Isaac Bayley Balfour. Pandanus eydouxia ingår i släktet Pandanus och familjen Pandanaceae.
Artens utbredningsområde är Mauritius. Inga underarter finns listade.